# Alpine A210

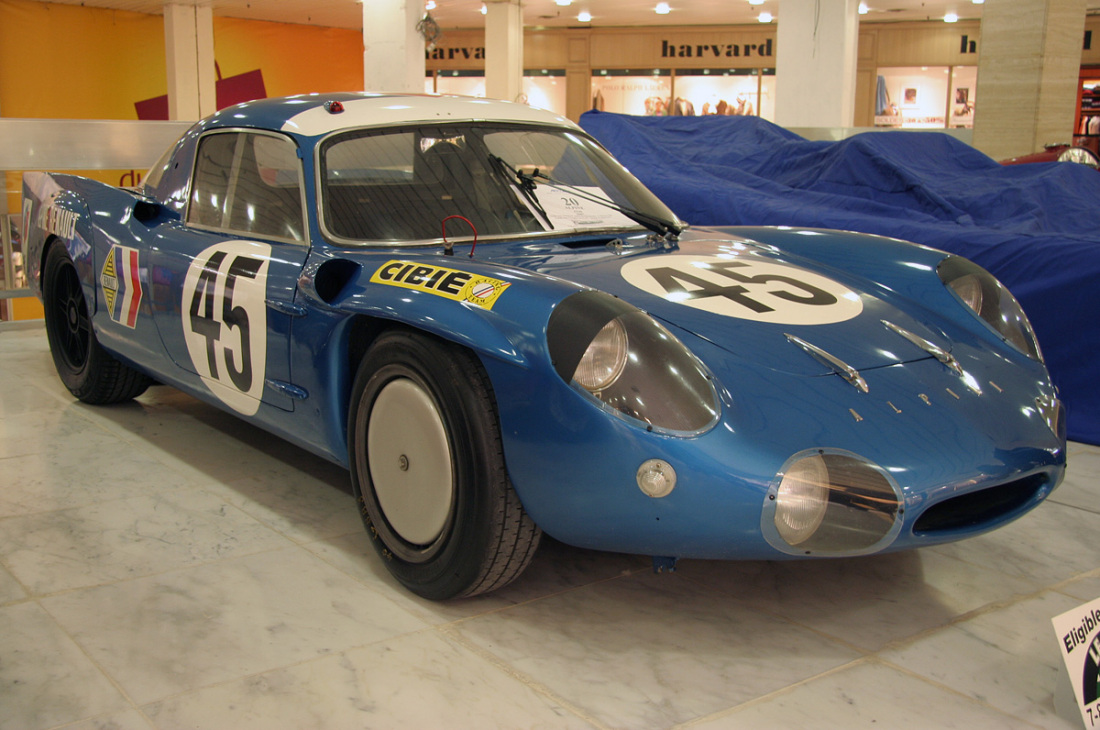
Der A210 mit der Startnummer 45. Robert Bouharde und Guy Verrier wurden mit dem Rennwagen 1966 Zwölfte beim 24-Stunden-Rennen von Le Mans.

Der Alpine A210 war ein Sportwagen-Prototyp, der von 1966 bis 1969 bei Sportwagenrennen zum Einsatz kam.

## Entwicklungsgeschichte
Nach den Erfolgen mit den Typen M63 und M64 entwickelte Alpine in Dieppe einen neuen Rennsportwagen für die Saison 1966. Der Wagen sollte bei nationalen und internationalen Sportwagenrennen eingesetzt werden. Der A210 hatte eine extrem aerodynamische Karosserie, deren bestimmendes Merkmal das lange Heck mit den beiden Seitenflossen war.
Die Wagen hatten zwei unterschiedliche Getriebe-Varianten. Für kurze Sprintrennen verwendete man ein 5-Gang-Hewland-Getriebe. Beim 24-Stunden-Rennen von Le Mans – wo die A210 1966 ihr Debüt gaben – kam jedoch ein länger übersetztes Porsche-Getriebe zum Einsatz. 
In Le Mans trat Alpine mit dem A210 von 1966 bis 1969 an, wobei die Wagen immer in Rennklassen unter 2-Liter-Hubraum gemeldet wurden. Die Motorisierung reichte vom nur 85 kW (115 PS) starken 1-Liter-Gordini-Motor bis zu einem 1,5-Liter-Agreggat, das ebenfalls von Gordini stammte und mit einer Benzineinspritzung 131 kW (178 PS) leistete. Damit erreichte das Rennfahrzeug auf den langen Geraden in Le Mans eine Spitzengeschwindigkeit von 288 km/h. Für einen Wagen mit dieser Motorleistung war dies eine enorme Endgeschwindigkeit.
Bei aller Schnelligkeit war der A210 auch ein sehr standfester Rennwagen. Alpine kam regelmäßig mit mehr als einem halben Dutzend A210 nach Le Mans und gewann immer die Rennklassen, in denen die Fahrzeuge gemeldet waren. 1968 siegten Jean-Claude Andruet und Jean-Pierre Nicolas im Index of Performance. Ein Erfolg, den 1969 Alain Serpaggi und Christian Ethuin wiederholen konnten.
Der A210 markiert den ersten Höhepunkt im Rennwagenbau für Rundstreckenrennen bei Alpine. Nach der Saison 1969 verlegte sich der französische Hersteller bei seinen sportlichen Aktivitäten auf den Rallyesport. Erst Mitte der 1970er-Jahre kehrte – diesmal allerdings bereits unter der Führung von Renault – Alpine mit einem neuen Sportwagenprogramm nach Le Mans zurück.

## Ergebnisse beim 24-Stunden-Rennen von Le Mans
| Jahr | Veranstaltung | Nr. | Team                           | Fahrer 1              | Fahrer 2               | Ergebnis |
| ---- | ------------- | --- | ------------------------------ | --------------------- | ---------------------- | -------- |
| 1966 | Le Mans       | 62  | Société des Automobiles Alpine | Henri Grandsire       | Leo Cella              | Rang 9   |
| 1966 | Le Mans       | 44  | Ecurie Savin Calberson         | Jacques Cheinisse     | Roger Delageneste      | Rang 11  |
| 1966 | Le Mans       | 45  | Société des Automobiles Alpine | Guy Verrier           | Robert Bouharde        | Rang 12  |
| 1966 | Le Mans       | 46  | Société des Automobiles Alpine | Mauro Bianchi         | Jean Vinatier          | Rang 13  |
| 1966 | Le Mans       | 47  | Société des Automobiles Alpine | Berndt Jansson        | Pauli Toivonen         | Ausfall  |
| 1966 | Le Mans       | 55  | Société des Automobiles Alpine | André de Cortanze     | Jean-Pierre Hanrioud   | Ausfall  |
| 1967 | Le Mans       | 46  | Société des Automobiles Alpine | Henri Grendsire       | José Rosinski          | Rang 9   |
| 1967 | Le Mans       | 49  | Ecurie Savin Calberson         | André de Cortanze     | Alain LeGuellec        | Rang 10  |
| 1967 | Le Mans       | 48  | Société des Automobiles Alpine | Jacques Cheinisse     | Roger Delageneste      | Rang 12  |
| 1967 | Le Mans       | 45  | Société des Automobiles Alpine | Mauro Bianchi         | Jean Viantier          | Rang 13  |
| 1967 | Le Mans       | 47  | Société des Automobiles Alpine | Jean-Claude Andruet   | Robert Bouharde        | Ausfall  |
| 1967 | Le Mans       | 56  | Ecurie Savin Calberson         | Jean-Pierre Jabouille | Patrick Depailler      | Ausfall  |
| 1967 | Le Mans       | 58  | Société des Automobiles Alpine | Philippe Vidal        | Leo Cella              | Ausfall  |
| 1968 | Le Mans       | 57  | Ecurie Sacvin Calberson        | Alain Le Guellec      | Alain Serpaggi         | Rang 9   |
| 1968 | Le Mans       | 52  | Société des Automobiles Alpine | Jean-Luc Thérier      | Bernard Tramont        | Rang 10  |
| 1968 | Le Mans       | 53  | Throphée Le Mans               | Christian Ethuin      | Bob Wollek             | Rang 11  |
| 1968 | Le Mans       | 55  | Société des Automobiles Alpine | Jean-Claude Andruet   | Jean-Pierre Nicolas    | Rang 14  |
| 1968 | Le Mans       | 56  | Société des Automobiles Alpine | Jean-Louis Marnat     | Jean-François Gerbault | Ausfall  |
| 1969 | Le Mans       | 50  | Société des Automobiles Alpine | Christian Ethuin      | Alain Serpaggi         | Rang 12  |
| 1969 | Le Mans       | 45  | Société des Automobiles Alpine | Jean-Claude Killy     | Bob Wollek             | Ausfall  |
| 1969 | Le Mans       | 53  | Throphée Le Mans Alpine        | Jacques Foucteau      | Patrice Compain        | Ausfall  |
| 1969 | Le Mans       | 55  | Ecurie Savin Calberson         | Alain LeGuellec       | Bernard Tramont        | Ausfall  |

## Technische Daten
| Kenngrößen                 | Alpine A210                                                             |
| Motor:                     | Viertakt-Vierzylinder-Otto-Mittelmotor                                  |
| Kühlung:                   | Wasser                                                                  |
| Hubraum:                   | 1.005 cm³                                                               |
| Bohrung × Hub:             | 85 × 66 mm                                                              |
| Verdichtung:               | 10,5 : 1                                                                |
| Ventilsteuerung:           | zwei obenliegende Nockenwellen, 2 Ventile pro Zylinder                  |
| Vergaser:                  | 4 Weber-Vergaser                                                        |
| Leistung:                  | 85 kW (115 PS) bei 8.000/min                                            |
| Maximales Drehmoment:      |                                                                         |
| Kraftübertragung:          | 5-Gang-Getriebe ZF5DS25                                                 |
| Rahmen und Karosserie:     | Leichtmetall auf geschweißtem Stahlrohrrahmen                           |
| Lenkung:                   | Zahnstangenlenkung                                                      |
| Radaufhängung vorn:        | Doppelquerlenkerradaufhängung mit Schraubenfedern über Gasdruckdämpfern |
| Radaufhängung hinten:      | Doppelquerlenkerradaufhängung mit Schraubenfedern über Gasdruckdämpfern |
| Bremsen:                   | belüftete Scheibenbremsen vorne und hinten                              |
| Spurweite vorn/hinten:     | 1344/1344 mm                                                            |
| Radstand:                  | 2300 mm                                                                 |
| Reifengröße vorn/hinten:   |                                                                         |
| Länge × Breite × Höhe:     | 4640 × 1690 × 1030 mm                                                   |
| Leergewicht (ohne Fahrer): | 680 kg                                                                  |
| Höchstgeschwindigkeit:     | bis zu 290 km/h                                                         |